# Sun Hao
Sun Hao (chiń. 孙浩) – czwarty ambasador Chińskiej Republiki Ludowej w Phnom Penh (Kambodża). Pełnił tę funkcję w okresie od lipca 1974 do marca 1982 roku.